# 天主教堪薩斯城總教區
天主教堪薩斯城總教區（拉丁語：Archidioecesis Kansanopolitana in Kansas）是羅馬天主教會以美國中西部堪薩斯州堪薩斯城為中心的一個教省總教區，也是該國三十二個總教區之一。總教區下轄三個教區。
範圍包括堪薩斯州東北部廿二縣。2009年有208,500名教友，一百一十一個堂區、169名司鐸。主教座堂為聖伯多祿主教座堂。
現任總主教為若瑟·F·紐曼，榮休總主教為雅各伯·巴特利爵·凱勒赫爾。
1850年7月19日自新奧爾良總教區設洛磯山以東印第安準州宗座代牧區。1857年易名為堪薩斯宗座代牧區。1877年5月22日升為利文沃思教區。1947年5月10日易名為堪薩斯城教區。1952年8月9日升格為總教區。